# Coupe des champions féminine de volley-ball 1994-1995
Navigation
Coupe des champions 1993-1994 Coupe des champions 1995-1996
La coupe des champions est la plus importante compétition de club de volley-ball féminin, de la saison 1994-1995, en Europe.

## Compétition

### Finale à quatre
|  | Demi-finales                      | Demi-finales                |                        |   | Finale                       | Finale                       |
|  | Demi-finales                      | Demi-finales                |                        |   | Finale                       | Finale                       |
|  |                                   |                             |                        |   |                              |                              |
|  | 11.03.95, 15-13, 15-9, 15-6       | 11.03.95, 15-13, 15-9, 15-6 |                        |   | 12.03.95, 11-15, 12-15, 7-15 | 12.03.95, 11-15, 12-15, 7-15 |
|  | 11.03.95, 15-13, 15-9, 15-6       | 11.03.95, 15-13, 15-9, 15-6 |                        |   | 12.03.95, 11-15, 12-15, 7-15 | 12.03.95, 11-15, 12-15, 7-15 |
|  | CV Murcia                         | 3                           |                        |   | 12.03.95, 11-15, 12-15, 7-15 | 12.03.95, 11-15, 12-15, 7-15 |
|  | CV Murcia                         | 3                           |                        |   | 12.03.95, 11-15, 12-15, 7-15 | 12.03.95, 11-15, 12-15, 7-15 |
|  | Iskra Louhansk                    | 0                           |                        |   | 12.03.95, 11-15, 12-15, 7-15 | 12.03.95, 11-15, 12-15, 7-15 |
|  | Iskra Louhansk                    | 0                           | CV Murcia              | 0 |                              |                              |
|  | 11.03.95, 15-4, 14-16, 8-15, 6-15 |                             | CV Murcia              | 0 |                              |                              |
|  |                                   | Ouralotchka Iekaterinbourg  | 3                      |   |                              |                              |
|  | Parmalat Matera                   | Ouralotchka Iekaterinbourg  | 3                      | 1 |                              |                              |
|  | Parmalat Matera                   |                             |                        | 1 |                              |                              |
|  | Ouralotchka Iekaterinbourg        | 3                           |                        |   |                              |                              |
|  | Ouralotchka Iekaterinbourg        | 3                           | Match pour la 3e place |   |                              |                              |
|  |                                   |                             |                        |   |                              |                              |
|  | 12.03.95, 15-11, 15-8, 15-8       |                             |                        |   |                              |                              |
|  |                                   |                             |                        |   |                              |                              |
|  | Iskra Louhansk                    | 3                           |                        |   |                              |                              |
|  | Iskra Louhansk                    | 3                           |                        |   |                              |                              |
|  | Parmalat Matera                   | 0                           |                        |   |                              |                              |
|  | Parmalat Matera                   | 0                           |                        |   |                              |                              |